# Arichanna plagifera
Arichanna plagifera là một loài bướm đêm trong họ Geometridae.